# Маломерная топология

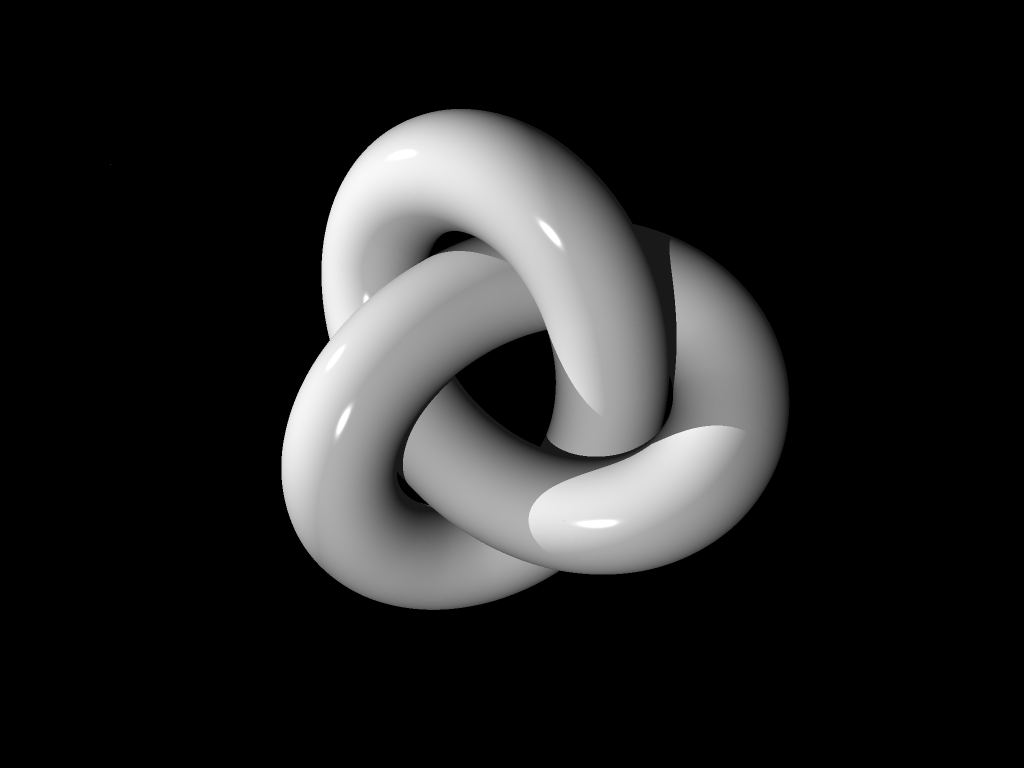
Трехмерное изображение утолщенного узла-трилистника, простейшего нетривиального узла. Теория узлов является важной частью маломерной топологии.

Маломерная топология — направление в топологии, изучающее многообразия или, в более общем смысле, топологические пространства четырёх или менее размерностей. В частности, к направлению относятся структурная теория 3-многообразий и 4-многообразий, теория узлов и теория кос. Направление можно рассматривать как часть геометрической топологии. (Изучение одномерных топологических пространств также иногда относится к маломерной топологии, хотя чаще рассматривается как часть теории континуума.)

## История
Ряд результатов 1960-х годов подчеркнули особую значимость малых размерностей в топологии. Например, доказательство гипотезы Пуанкаре в пяти или более размерностях (Смейл, 1961) сделало размерности три и четыре самыми трудными; и, действительно, они потребовали новых методов, в то время как свобода более высоких размерностей означала, что вопросы можно было свести к вычислительным методам, доступным в теории хирургии. Гипотеза Тёрстона, в конце 1970-х годов, предложила основу, которая предполагала, что геометрия и топология тесно переплетаются в малых размерностях, а доказательство Тёрстона геометризации многообразий Хакена использовало различные инструменты из ранее лишь слабо связанных областей математики. Открытие Воаном Джонсом многочлена Джонса в начале 1980-х годов не только привело теорию узлов в новое русло, но и породило до сих пор загадочные связи между маломерной топологией и математической физикой. В 2002 году Григорий Перельман объявил о доказательстве трёхмерной гипотезы Пуанкаре, используя поток Риччи Ричарда Гамильтона — идею, принадлежащую области геометрического анализа.

## Размерность два
Поверхность — это двумерное топологическое многообразие, наиболее известные примеры поверхностей — границы твёрдых тел в трёхмерном евклидовом пространстве {\displaystyle R^{3}} — например, двумерная сфера — поверхность трёхмерного шара. С другой стороны, существуют поверхности, такие как бутылка Клейна, которые невозможно вложить в трёхмерное евклидово пространство без введения сингулярностей или самопересечений.

### Классификация поверхностей
Классификационная теорема замкнутых поверхностей гласит, что любая связная замкнутая поверхность гомеоморфна некоторому члену одного из этих трёх семейств:
- сфера;
- связная сумма {\displaystyle g} торов, для {\displaystyle g\geqslant 1};
- связная сумма {\displaystyle k} вещественных проективных плоскостей, для {\displaystyle k\geqslant 1}.

Поверхности первых двух семейств ориентируемы. Удобно объединить два семейства, рассматривая сферу как связную сумму 0 торов. Число {\displaystyle g} задействованных торов называется родом поверхности. Сфера и тор имеют эйлеровы характеристики 2 и 0 соответственно, и вообще эйлерова характеристика связной суммы {\displaystyle g} торов равна 2 − 2{\displaystyle g}.
Поверхности третьего семейства неориентируемы. Эйлерова характеристика вещественной проективной плоскости равна 1, а в общем случае Эйлерова характеристика связной суммы {\displaystyle k} из них равна 2 − {\displaystyle k}.

### Пространство Тейхмюллера
Пространство Тейхмюллера {\displaystyle T_{X}} (вещественной) топологической поверхности {\displaystyle X} — пространство, параматеризующее комплексные структуры на {\displaystyle X} с точностью до действия гомеоморфизмов, которые изотопны тождественному гомеоморфизму . Каждую точку в {\displaystyle T_{X}} можно рассматривать как класс изоморфизма «маркированных» римановых поверхностей, где «маркировка» — это изотопический класс гомеоморфизмов из {\displaystyle X} в {\displaystyle X}. Пространство Тейхмюллера является универсальным накрывающим орбифолдом (риманова) пространства модулей.
Пространство Тейхмюллера имеет каноническую комплексную структуру многообразия и множество естественных метрик. Топологическое пространство, лежащее в основе пространства Тейхмюллера, изучалось Фрике, а метрику на нём ввёл Тейхмюллер в 1940 году.

### Теорема униформизации
Теорема униформизации гласит, что каждая односвязная риманова поверхность конформно эквивалентна одной из трёх областей: открытому единичному диску, комплексной плоскости или сфере Римана. В частности, он допускает риманову метрику постоянной кривизны. Это классифицирует римановы поверхности как эллиптические (положительно искривлённые — скорее, допускающие постоянную метрику положительно искривлённых), параболические (плоские) и гиперболические (отрицательно искривлённые) в соответствии с их универсальным покрытием.
Теорема об униформизации представляет собой обобщение теоремы Римана об отображении собственных односвязных открытых подмножеств плоскости на произвольные односвязные римановы поверхности.

## Размерность три
Топологическое пространство {\displaystyle X} называется 3-мерным многообразием, если каждая точка в {\displaystyle X} имеет окрестность, гомеоморфную евклидово трёхмерное пространство.
Топологические, кусочно-линейные и гладкие категории эквивалентны в трёх размерностях, поэтому мало различий в том, имеем ли мы дело, скажем, с топологическими 3-мерными многообразиями или с гладкими 3-мерными многообразиями.
Явления в трёх размерностях могут разительно отличаться от явлений в других размерностях, поэтому преобладают очень специализированные методы, которые не распространяются на размерности больше трёх. Эта особая роль привела к открытию тесных связей с множеством других областей, таких как теория узлов, геометрическая теория групп, гиперболическая геометрия, теория чисел, теория Тейхмюллера, топологическая квантовая теория поля, калибровочная теория, гомологии Флоера и частные дифференциальные уравнения. Теория 3-мерных многообразий считается частью маломерной топологии или геометрической топологии.

### Теория узлов и кос
Теория узлов изучает математические узлы, у которых (в отличие от обычных узлов из шнурков или верёвок) концы соединены так, что его невозможно распутать — вложения окружности в трёхмерное евклидово пространство {\displaystyle R^{3}}. Два узла эквивалентны, если один из них можно преобразовать в другой посредством деформации {\displaystyle R^{3}} самого себя (известной как объемлющая изотопия); эти преобразования соответствуют манипуляциям с завязанной верёвкой, которые не предполагают разрезания верёвки или пропускания её через себя.
Дополнения узлов — особо изучаемые 3-мерные многообразия. Дополнением к ручному узлу {\displaystyle K} является трёхмерное пространство, окружающее узел.
Смежное направление — теория кос, изучающая, по аналогии с переплетением нитей, определённые наборы кривых в трёхмерном пространстве. Основная идея состоит в том, что косы можно организовать в группы, в которых групповая операция заключается в том, чтобы «сделать первую косу на множестве струн, а затем за ней вторую на скрученных струнах». Такие группы могут быть описаны явными представлениями, как это показал Эмиль Артин (1947). Группам кос также может быть дана более глубокая математическая интерпретация: как фундаментальная группа определённых конфигурационных пространств.

### Гиперболические 3-мерные многообразия
Гиперболическое 3-мерное пространство — трехмерное пространство, снабжённое полной римановой метрикой постоянной секционной кривизны −1. Другими словами, это фактор трехмерного гиперболического пространства по подгруппе гиперболических изометрий, действующих свободно и правильно прерывисто.
Его толсто-тонкое разложение имеет тонкую часть, состоящую из трубчатых окрестностей замкнутых геодезических или концов, являющихся произведением евклидовой поверхности и замкнутого полулуча. Многообразие имеет конечный объём тогда и только тогда, когда его толстая часть компактна. В этом случае концы имеют форму тора, пересекающего замкнутый полулуч, и называются каспами. Дополнения к узлам — наиболее часто изучаемые многообразия с каспами.

### Гипотеза Пуанкаре и геометризация
Гипотеза геометризации Тёрстона утверждает, что каждое из определённых 3-мерных топологических пространств имеет уникальную геометрическую структуру, которую можно с ними связать. Это аналог теоремы униформизации для 2-мерных поверхностей, которая утверждает, что каждой односвязной римановой поверхности можно придать одну из трех геометрий (евклидову, сферическую или гиперболическую). В трёхмерном пространстве не всегда возможно приписать одну геометрию всему топологическому пространству. Вместо этого гипотеза геометризации утверждает, что каждое замкнутое трёхмерное многообразие можно каноническим образом разложить на части, каждая из которых имеет один из восьми типов геометрической структуры. Гипотеза была выдвинута Уильямом Тёрстоном (1982), и подразумевает несколько других гипотез, таких как гипотеза Пуанкаре и гипотеза эллиптичности Тёрстона.

## Размерность четыре
В четвёртой размерности, в отличие от нижних размерностей, топологические и гладкие многообразия совершенно различны. Существуют некоторые топологические 4-многообразия, которые не допускают гладкой структуры, и даже если существует гладкая структура, она не обязательно должна быть единственной (то есть существуют гладкие 4-многообразия, которые гомеоморфны, но не диффеоморфны).
4-многообразия имеют важное значение в физике, потому что в общей теории относительности пространство-время моделируется как псевдориманово 4-многообразие.

### Экзотические четырёхмерные структуры
Экзотическим четырёхмерным многообразием называется дифференцируемое многообразие, гомеоморфное, но не диффеоморфное евклидову пространству {\displaystyle \mathbb {R} ^{4}}. Первые примеры были найдены в начале 1980-х годов Майклом Фридманом в связи с различиями, обнаруженными теоремами Фридмана о топологических 4-многообразиях и теоремами Саймона Дональдсона о гладких 4-многообразиях. Как было установлено Клиффордом Таубсом, существует континуум недиффеоморфных дифференцируемых структур {\displaystyle \mathbb {R} ^{4}},.
До этой конструкции уже было известно о существовании недиффеоморфных гладких структур на сферах — экзотических сферах, хотя вопрос о существовании таких структур для частного случая 4-сферы оставался открытым (и остаётся открытым по состоянию на 2018 год). Для любого положительного целого числа {\displaystyle n}, отличного от 4, на {\displaystyle \mathbb {R} ^{n}} не существует экзотических гладких структур; другими словами, если {\displaystyle n\neq 4}, то любое гладкое многообразие, гомеоморфное {\displaystyle \mathbb {R} ^{n}}, диффеоморфно {\displaystyle \mathbb {R} ^{n}}.

### Другие особенности
Существует несколько фундаментальных теорем о многообразиях, которые могут быть доказаны маломерными методами в размерности не более 3 и совершенно другими высокоразмерными методами в размерности не менее 5, но которые неверны в четырёх размерностях.
В частности, в размерностях, отличных от 4, класс Кёрби — Зибенмана препятствует существованию кусочно-линейной структуры; другими словами, компактное топологическое многообразие имеет кусочно-линейную структуру тогда и только тогда, когда его инвариант Кёрби — Зибенмана в {\displaystyle H^{4}(M,\mathbb {Z} /2\mathbb {Z} )} равен нулю. В размерности 3 и ниже каждое топологическое многообразие допускает по существу уникальную кусочно-линейную структуру. В размерности 4 существует множество примеров с исчезающим классом Кирби — Зибенмана, но без кусочно-линейной структуры.
Кроме того, любой размерности, отличной от 4, компактное топологическое многообразие имеет только конечное число существенно различных кусочно-линейных или гладких структур. В размерности 4 компактные многообразия могут иметь счётное бесконечное число недиффеоморфных гладких структур.
Четыре — единственная размерность {\displaystyle n}, для которой {\displaystyle \mathbb {R} ^{n}} может иметь экзотическую гладкую структуру.
Решение гладкой гипотезы Пуанкаре известно во всех размерностях, кроме 4 (обычно оно неверно в размерностях не ниже 7; см. экзотическую сферу). Гипотеза Пуанкаре для кусочно-линейных многообразий была доказана для всех размерностей, кроме 4, но неизвестно, верна ли она в 4-х размерностях (она эквивалентна гладкой гипотезе Пуанкаре в 4-х размерностях).
Теорема о h-кобордизме справедлива для кобордизмов при условии, что ни сам кобордизм, ни его граница не имеют размерности 4. Она может не выполняться, если граница кобордизма имеет размерность 4 (как показал Дональдсон). Если кобордизм имеет размерность 4, то неизвестно, верна ли теорема о h-кобордизме.
Топологическое многообразие размерности, отличной от 4, имеет разложение по ручкам. Многообразия размерности 4 имеют разложение тела ручки тогда и только тогда, когда они сглаживаемы.
Существуют компактные 4-мерные топологические многообразия, не гомеоморфные никакому симплициальному комплексу. В размерности не менее 5 существование топологических многообразий, не гомеоморфных симплициальному комплексу, оставалось открытой проблемой. В 2013 году показано, что существуют многообразия в каждой размерности, большей или равной 5, которые не гомеоморфны симплициальному комплексу.

## Типичные отличия
Существует несколько теорем, которые фактически утверждают, что многие из основных инструментов, используемых для изучения многомерных многообразий, неприменимы к маломерным многообразиям.
Теорема Стинрода утверждает, что ориентируемое трёхмерное многообразие имеет тривиальное касательное расслоение. Другими словами, единственный характерный класс 3-многообразия — это препятствие к ориентируемости.
Любое замкнутое 3-многообразие является границей 4-многообразия, результат следует из теоремы Дена — Ликориша через расщепление Хегора 3-многообразия, а также следует из вычислений Рене Тома для кольца кобордизмов замкнутых многообразий.